# Google Maps
Google Maps, voorheen Google Local, is een online kaartendienst van Google waarmee geografische locaties opgezocht kunnen worden. Google nam de dienst in oktober 2004 over van de Australische start-up Where 2 Technologies, en lanceerde de dienst in februari 2005 in de Verenigde Staten en Canada en vervolgens op dinsdag 25 april 2006 ook in verschillende Europese landen.
De online dienst is beschikbaar op pc, tablet en smartphone en maakt het mogelijk om bedrijven en locaties op te zoeken, routenavigatie op te starten (in auto, via het openbaar vervoer, met de fiets of te voet), luchtfoto's (op veel plaatsen ook in 3D) te bekijken. Het is ook de toegangspoort tot Google Streetview en Google Flights. De focus van Google Maps ligt op het tonen van bedrijven en winkels. Maps toont hierbij aanvullende informatie, zoals de website, het telefoonnummer en het adres. Ondernemers krijgen de kans om hun bedrijf letterlijk "op de kaart te zetten". Er worden ook advertenties getoond.
Sinds april 2007 is het mogelijk om bij Google Maps een gepersonaliseerde kaart aan te maken. Hier kan de gebruiker zelf lijnen, vormen, plaatsmarkeringen maar ook foto's en video's invoegen. Deze kaarten kunnen vervolgens gedeeld worden met andere mensen.
De kaartendienst is een onder het publiek populaire dienst; naar schatting 1 miljard mensen gebruiken de tool dagelijks.
De voornaamste concurrenten voor Google Maps zijn Apple Maps, Bing Maps, OpenStreetMap, HERE Maps en TomTom. Google heeft zelf een tweede navigatie-app, Waze.
De Verordening digitale diensten beschouwt Google Maps als een zeer groot onlineplatform, en legt bijhorende verplichtingen op.

## Google Transit
Google Transit biedt dienstregelingsinformatie voor het openbaar vervoer, echter niet realtime. De route wordt op de kaart weergegeven.
In België stapte de MIVB in 2010 in het project. Sinds april 2012 zijn de dienstregeling en busroutes, met de 40 000 haltes, van de De Lijn beschikbaar op Google Maps.

## Google Map Maker
Deze dienst werd gelanceerd in juni 2008 om zijn kaartendienst uit te breiden en details toe te voegen. Google Maps nam niet noodzakelijkerwijs de wijzigingen van Google Map Maker over. Het kan een lange tijd duren vooraleer de wijzigingen ook te zien zijn in Google Maps aangezien de wijzigingen beoordeeld worden door reviewers.
De dienst kreeg zware kritiek uit de opensourcebeweging omdat alleen Google de aanvullingen kan en mag gebruiken. "Google is en blijft eigenaar van je noeste arbeid. Dit is voor hen een manier om hun eigen kaart op een goedkope manier af te maken", aldus OpenStreetMap-oprichter Steve Coast.
In maart 2017 stopte Google met de veelgebruikte service. Google Map Maker werd gedeeltelijk geïntegreerd in Google Maps.

## Kostprijs
Tot midden 2018 konden websites en mobiele apps quasi gratis gebruiken van de kaarten en API's van Google Maps. Vanaf die datum verhoogde Google de prijs van de dienst.